# Franco Mondini
Franco Mondini (* 14. September 1935 in Turin; † 28. Juni 2019 ebendort) war ein italienischer Jazzmusiker (Schlagzeug), der später als Zeitungsjournalist tätig war.

## Leben und Wirken
Mondini begann 1950 Schlagzeugunterricht zu nehmen. Er hatte seine ersten Auftritte in lokalen Tanzclubs und bildete mit Piero Angela ein erstes Jazztrio, das auch Solisten wie Nini Rosso, Franco Pisano oder Rex Stewart begleitete. Er gehörte dann zum Quintett von Nunzio Rotondo, mit dem er auf nationaler Ebene bekannt wurde und an Produktionen der RAI mit Musikern der italienischen Jazzszene mitwirkte.
In der zweiten Hälfte der 1950er Jahre tourte Mondini auch in Frankreich, den Niederlanden und Deutschland. Ende 1959 hatte er in Mailand, wo er für die RAI tätig war, erstmals die Gelegenheit, mit Chet Baker zu spielen. Baker engagierte ihn 1962 für eine Italien-Tournee zusammen mit Amedeo Tommasi und Giovanni Tommaso (mit denen Mondini im Jahr zuvor ein Trio gebildet hatte); später arbeitete er auch mit René Thomas, Jacques Pelzer und Bobby Jaspar in verschiedenen europäischen Ländern sammelte. In Italien arbeitete er in den 1960er Jahren auch in den Bands von Enrico Rava, Gato Barbieri, Franco Ambrosetti und im Swing Club in Turin. Mit dem Quartett von Nunzio Rotondo trat er beim Montreux Jazz Festival 1969 auf.
1968 beendete Mondini seine professionelle Tätigkeit als Musiker (in den folgenden Jahren spielte er noch gelegentlich); er wurde als Journalist in die Redaktion von La Stampa aufgenommen, wo er sich lange Zeit mit dem Thema Unterhaltung beschäftigte; ein Schwerpunkt lag dabei auf dem Jazz. 2003 veröffentlichte er ein Buch über Chet Baker. Er ist auch auf Aufnahmen von Romano Mussolini, Klaus Doldinger und Keiko McNamara zu hören.

## Diskographische Hinweise
- 1960: Giorgio Azzolini, Attilio Donadio, Franco Mondini, Dino Piana: Jazz In Italy N. 1 (Cetra, EP)
- 1960: Franco Mondini Trio Plus Phil Woods: Jazz in Italy N.5 (Cetra, EP, mit Maurizio Lama, Buddy Catlett)
- 1960: Tommasi Trio: Zamboni 22 (Adventure)
- 1961: Jacques Pelzer Quartet: Jacques Pelzer Quartet (Cetra)
- 1962: Thomas – Jaspar Quintet: From Rome to Comblain (RCA Victor)
- 1965: Franco Ambrosetti: A Jazz Portrait of Franco Ambrosetti (Durium, mit Franco D’Andrea, Giorgio Azzolini)

## Schriften
- Sulla strada con Chet Baker e tutti gli altri. Cronache degli anni '50 e '60. Lindau 2003